# Black Box – Gefährliche Wahrheit
Black Box – Gefährliche Wahrheit ist ein französischer Thriller von Yann Gozlan aus dem Jahr 2021. Er handelt von einem Analytiker der französischen Flugunfalluntersuchungsbehörde, der bei der Untersuchung eines Flugzeugabsturzes eine Verschwörung zu erkennen glaubt.

## Handlung
Auf dem Weg von Dubai nach Paris stürzt eine Maschine Typ Atrian 800 in den französischen Alpen ab. Alle 300 Personen an Bord sterben. Das BEA wird mit der Bergung und Auswertung der Flugschreiber beauftragt. Obwohl Mathieu Vasseur der beste Analyst des Teams ist, nimmt Ermittlungsleiter Victor Pollock seinen Kollegen Balsan mit an den Unfallort. Zwischen Mathieu und Victor hatte es kurz zuvor Meinungsverschiedenheiten in einem anderen Fall gegeben. Mathieu versucht den Ärger auf dem Klassentreffen der ENAC zu vergessen, wo er nicht nur seine Frau Noémie – Mitarbeiterin bei der Agentur für Luft- und Raumfahrtsicherheit ASSA – trifft, sondern auch Xavier Renaud, inzwischen Inhaber der Firma Pegasu Security, die für Computersicherheitssysteme bei Flugzeugen zuständig ist, darunter auch für Maschinen der Firma Atrian. Noémie wiederum wird ASSA in Kürze verlassen, da sie zu Atrian wechselt.
Der Flugdatenschreiber ist nahezu unbrauchbar. Der Stimmenrekorder wird geöffnet, ausgelesen und von Victor und Balsan erstanalysiert. Einige Tage später bittet Philippe Rénier, Leiter der BEA, Mathieu zum Gespräch: Victor ist seit einiger Zeit verschwunden und Balsan kommt mit der schlechten Qualität der Stimmenrekorderdatei nicht zurecht. Mathieu soll ihn unterstützen. Noch am Abend soll eine Pressekonferenz über den aktuellen Stand der Auswertung berichten. Der Stimmenrekorder zeichnete kurz vor dem Absturz Interferenzen auf und Geräusche, die auf einen Kampf hinweisen. Zudem kann Mathieu den Ruf „Allāhu akbar“ isolieren. Auf der Pressekonferenz wird verkündet, dass es sich um einen terroristischen Anschlag gehandelt hat. Als Täter gilt ein Ägypter, auf dessen Rechner terroristisches Material gefunden wurde. Philippe Rénier ernennt Mathieu zum Chefermittler; er soll den Untersuchungsbericht fertigstellen. Mathieu stellt erste Unklarheiten fest, so war der Absturz der Maschine 7:53 Uhr, doch hat ein Ehemann eines Opfers noch 7:56 Uhr eine Sprachnachricht erhalten. Auch ist in der Nachricht das Signal einer Durchsage zu hören, die sich nicht auf der Stimmenrekorderaufnahme befindet. Philippe Rénier sieht diese Abweichungen als normal an. Er weist Mathieu, der ein sehr feines Gehör hat, an, im Untersuchungsbericht nicht überzuinterpretieren. Bei den Kollegen wird Mathieus Arbeit zunehmend kritisch gesehen, da er dazu neige, „Geistgeräusche“ zu hören.
Mathieu erfährt von Balsan, dass Victor am Tag der Recorderauswertung nach Mitternacht allein weiterarbeitete. Er fährt zu Victors Haus, das er leer vorfindet, und nimmt die Dashcam seines Autos an sich. Er findet nicht nur den Videobeweis dafür, dass Victor am Tag seines Verschwindens bis nach zwei Uhr nachts arbeitete, sondern auch für ein Treffen mit Xavier Renaud einige Tage zuvor. Mathieu glaubt, dass etwas vertuscht werden soll, und vermutet technische Probleme mit der Atrian 800. Flugkapitän Alain Roussain, der vor einigen Monaten Probleme mit dem Steuerruder der Atrian 800 meldete, meint widerstrebend im Gespräch mit Mathieu, dass das Modell zu früh auf den Markt gekommen sei, weil Atrian die Konkurrenz ausstechen wollte. Technische Probleme hätten der ASSA im Rahmen der Zertifizierung des Typs jedoch auffallen müssen. Noémie reagiert abweisend, als Mathieu sie wegen Unregelmäßigkeiten befragt. Heimlich besorgt er sich die Daten des ersten Testflugs der Atrian 800 von Noémies Rechner und kann so bei seinem Chef eine Überprüfung des Steuerruders und des Antiströmungsabrisssystems (MHD) durchsetzen. Noémie wiederum wird von ASSA wegen des Bruchs der Vertraulichkeitsklausel suspendiert. Beim Test des MHD können jedoch keine Unregelmäßigkeiten festgestellt werden und Mathieu erkennt, dass er sich verrannt hat. Er wird von der BEA freigestellt und soll versetzt werden.
Mathieu hat eine Eingebung, als er sich mit seinem Neffen im Park aufhält und dessen Drohne plötzlich von anderen Jugendlichen ferngesteuert – also gekapert – wird. Dies unterbricht Mathieus Handytelefonat durch Interferenzen, wie sie auch die Flugschreiberdatei enthält. Er glaubt nun, dass ein Hackerangriff zum Absturz der Maschine führte und dass Victor den Stimmenrekorder nachträglich manipulierte. Dies wäre ein Versagen von Pegase Security. Xavier Renaud jedoch ist nicht bereit, das Thema zu vertiefen. Mathieu kontaktiert die Journalistin Caroline Delmas. Beide finden heraus, dass es im Vorjahr einen Hackerangriff auf ein Flugzeug gab, den der Franzose David Keller durchführte. Keller arbeitete bis zu seiner plötzlichen Entlassung vor einigen Monaten bei Pegase Security und gilt als verschwunden. Caroline und Mathieu vermuten, dass Keller mit der Manipulation etwas beweisen wollte. Er fehlt zwar auf der Passagierliste, doch kann auch diese manipuliert worden sein. Caroline weigert sich letztlich, die Story zu veröffentlichen, da sich Mathieu vor einiger Zeit in einem anderen Fall irrte und die Zeitung daher Falschinformationen veröffentlichte.
Mathieu packt aufgrund seiner Versetzung seine Sachen und will auch Flugschreiberdaten anderer aktueller Fälle an Balsan übergeben. Dabei erkennt er, dass eine Datei am Tag des Verschwindens von Victor um fünf Uhr morgens geändert wurde. Auf der Tonspur befinden sich angehängte Koordinaten, denen Mathieu folgt. Sie enden in einem Teich hinter Victors Haus. Mathieu kann den originalen Stimmrekorder der Atrian 800 bergen. Aus der Aufzeichnung geht hervor, dass sich die Route des Flugzeugs plötzlich automatisch änderte. Die Piloten schalteten den Autopiloten aus, der jedoch automatisch wieder aktiviert wurde. Kurz darauf wurde das gesamte Flugzeug unsteuerbar und stürzte ab. Man sieht im Rückblick, dass Keller die Technik des Flugzeugs manipulierte und, als er die Lage nicht mehr beherrschte, seine Manipulationen nicht mehr rückgängig machen konnte. Am Ende der Datei des Stimmrekorders erscheint Victor im Video. Er ist untergetaucht, weil er von Xavier Renaud bereits seit einiger Zeit erpresst worden war und technische Pannen bei Atrian-Flugzeugen als menschliches Versagen erscheinen lassen musste. Xavier zwang ihn auch, den Stimmenrekorder zu manipulieren. Mathieu gelingt es, die Datei auf eine Cloud hochzuladen – er flieht aus Victors Haus vor zwei Männern, die ihn suchen. Sie hacken sich während der Flucht in die Steuerung von Mathieus Wagen ein, der schließlich gegen einen Baum fährt. Mathieu kommt ums Leben. Noémie ist inzwischen misstrauisch gegenüber Xavier Renaud geworden. Sie kommt in den Besitz des Videos und spielt Victors Geständnis während einer Rede Xaviers auf einer Messe ein. Xavier wird festgenommen und die Wahrheit über die Absturzursache wird zur Sensationsmeldung in den Nachrichten.

## Produktion
Black Box – Gefährliche Wahrheit war der vierte Langfilm, den Yann Gozlan als Regisseur umsetzte. Die Idee zum Film entstand aufgrund Gozlans Faszination für Flugzeuge und die zivile Luftfahrt sowie Flugschreiber. Die Dreharbeiten begannen am 9. September 2019 und fanden vor allem in den Filmstudios in Épinay statt. Außenaufnahmen erfolgten in Paris sowie im Oktober 2019 in Cergy (Rathaus). Die Flughafen-Szene wurde am Flughafen Le Bourget gedreht. Die Dreharbeiten waren Mitte November 2019 beendet. Die Kostüme schuf Olivier Ligen, die Filmbauten stammen von Michel Barthélémy.
Black Box – Gefährliche Wahrheit erlebte am 5. März 2021 auf dem French Film Festival in Sydney seine Premiere. In Frankreich lief er erstmals am 26. Mai 2021 auf dem Reims Polar – Festival international du film policier, das aufgrund der Covid-19-Pandemie online stattfand. Französischer Kinostart war am 8. September 2021; bis Ende des Jahres hatten 1,18 Millionen Zuschauer in Frankreich den Film gesehen. In Deutschland lief der Film am 28. Oktober 2021 in den Kinos an.

## Synchronisation
| Rolle           | Darsteller          | Synchronsprecher   |
| --------------- | ------------------- | ------------------ |
| Mathieu Vasseur | Pierre Niney        | Roman Wolko        |
| Noémie Vasseur  | Lou de Laâge        | Manja Doering      |
| Philippe Rénier | André Dussollier    | Joachim Tennstedt  |
| Xavier Renaud   | Sébastien Pouderoux | Johannes Raspe     |
| Victor Pollock  | Olivier Rabourdin   | Christoph Banken   |
| Balsan          | Guillaume Marquet   | Steven Merting     |
| Samir Jellab    | Mehdi Djaadi        | Tommy Morgenstern  |
| Caroline Delmas | Anne Azoulay        | Giuliana Jakobeit  |
| Claude Varins   | Aurélien Recoing    | Erich Räuker       |
| Alain Roussin   | Grégori Derangère   | Johannes Berenz    |
| Philippe Dorval | André Marcon        | Helmut Gauß        |
| Pauline         | Marie Dompnier      | Katharina Spiering |
| Flugkapitän     | Philippe Maymat     | Dirk Bublies       |
| Co-Pilot        | Boris Ravaine       | Roland Wolf        |

## Kritik
Das Lexikon des Internationalen Films vergab dem Film drei von fünf möglichen Sternen und beurteilte die Entwicklung der Geschichte eines Einzelgängers, der eine Verschwörung entdeckt, als inszenatorisch routiniert und hinsichtlich der Spannung gekonnt zugespitzt. Allerdings widme er sich dem Kosmos der Flugbehörde „zu ausführlich“, wenngleich er „nachdrücklich die Frage nach der Bereitschaft zu Abstrichen bei der Sicherheit unter kapitalistischen Wettbewerbsbedingungen“ stelle.

## Auszeichnungen
Beim César 2022 erhielt Black Box – Gefährliche Wahrheit fünf Nominierungen: in den Kategorien Bester Hauptdarsteller (Pierre Niney), Bestes Originaldrehbuch, Beste Filmmusik, Bester Ton (Nicolas Provost, Nicolas Bouvet-Levrard, Marc Doisne) und Bester Schnitt.

## Anekdote
Für die von ENAC Alumni organisierte Empfangsszene rief das Filmteam echte Absolventen der École nationale de l’aviation civile zusammen.